# 44 Bootis
44 Bootis, som är stjärnans Flamsteed-beteckning eller i Bootis (Bayer-beteckning), är en trippelstjärna i den norra delen av stjärnbilden Björnvaktaren. Den har en kombinerad skenbar magnitud på ca 4,75 och är synlig för blotta ögat där ljusföroreningar ej förekommer. Baserat på parallaxmätning inom Hipparcosuppdraget på ca 78,4 mas, beräknas den befinna sig på ett avstånd på ca 42 ljusår (ca 13 parsek) från solen. Den rör sig närmare solen med en heliocentrisk radiell hastighet på 16 km/s.

## Egenskaper
Primärstjärnan 44 Bootis A är en gul till vit stjärna i huvudserien av spektralklass G0 V. Den har en massa som är ungefär lika stor som solens massa, en radie som är ca 1,3 gånger större än solens och utsänder ca 1,6 gånger mera energi än solen från dess fotosfär vid en effektiv temperatur på ca 5 900 K.

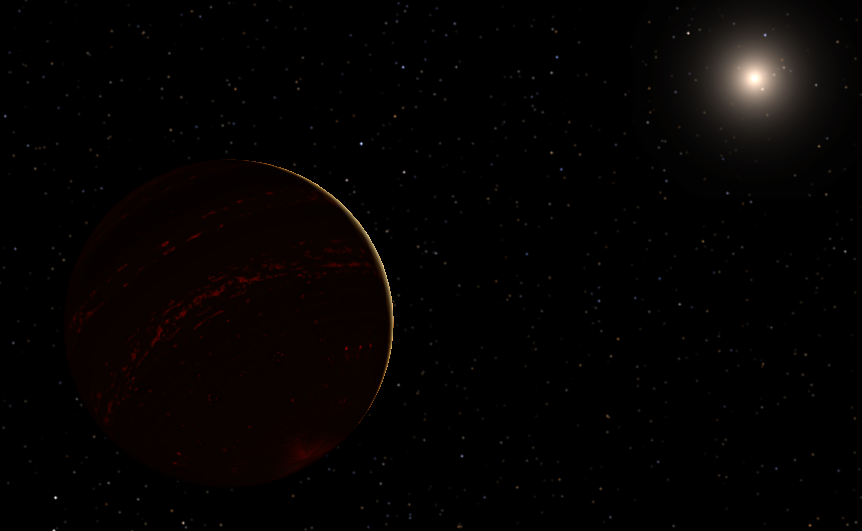
44 Bootis med en brun dvärg som hypotetisk följeslagare.

Följeslagaren 44 Bootis B är spektroskopisk dubbelstjärna och en förmörkelsevariabel av W Ursae Majoris-typ (EW/KW), som varierar mellan skenbar magnitud +5,80 och 6,39 med en period av 0,2678159 dygn eller 6,42758 timmar. Komponenterna i den förmörkande dubbelstjärnan ligger tillräckligt nära varandra för att deras yttre skikt ska kunna överlappa varandra, eller åtminstone nästan så. Variationen i stjärnsystemet upptäcktes av den engelske astronomen William Herschel.
44 Bootis kan också visa tecken på ett överskott av infraröd strålning, vilket tyder på att den omges en stoftskiva som absorberar synligt ljus och emitterar det som infrarött ljus. Stoftskivan torde ha en svartkroppstemperatur på ca 23 K och vara belägen upp till 182 AE från moderstjärnan.